# Троекурово (Лебедянский район)

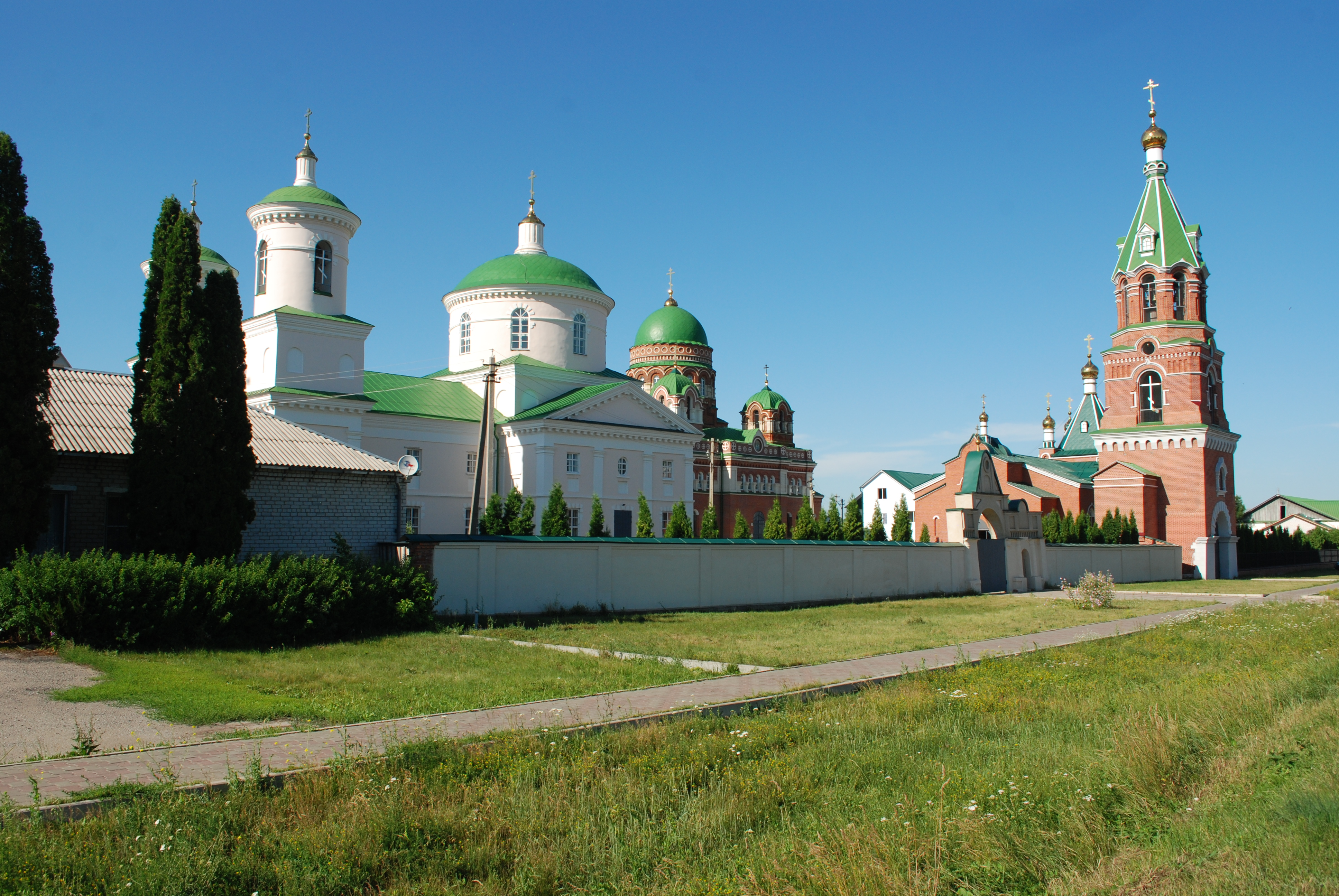
Троекуровский монастырь

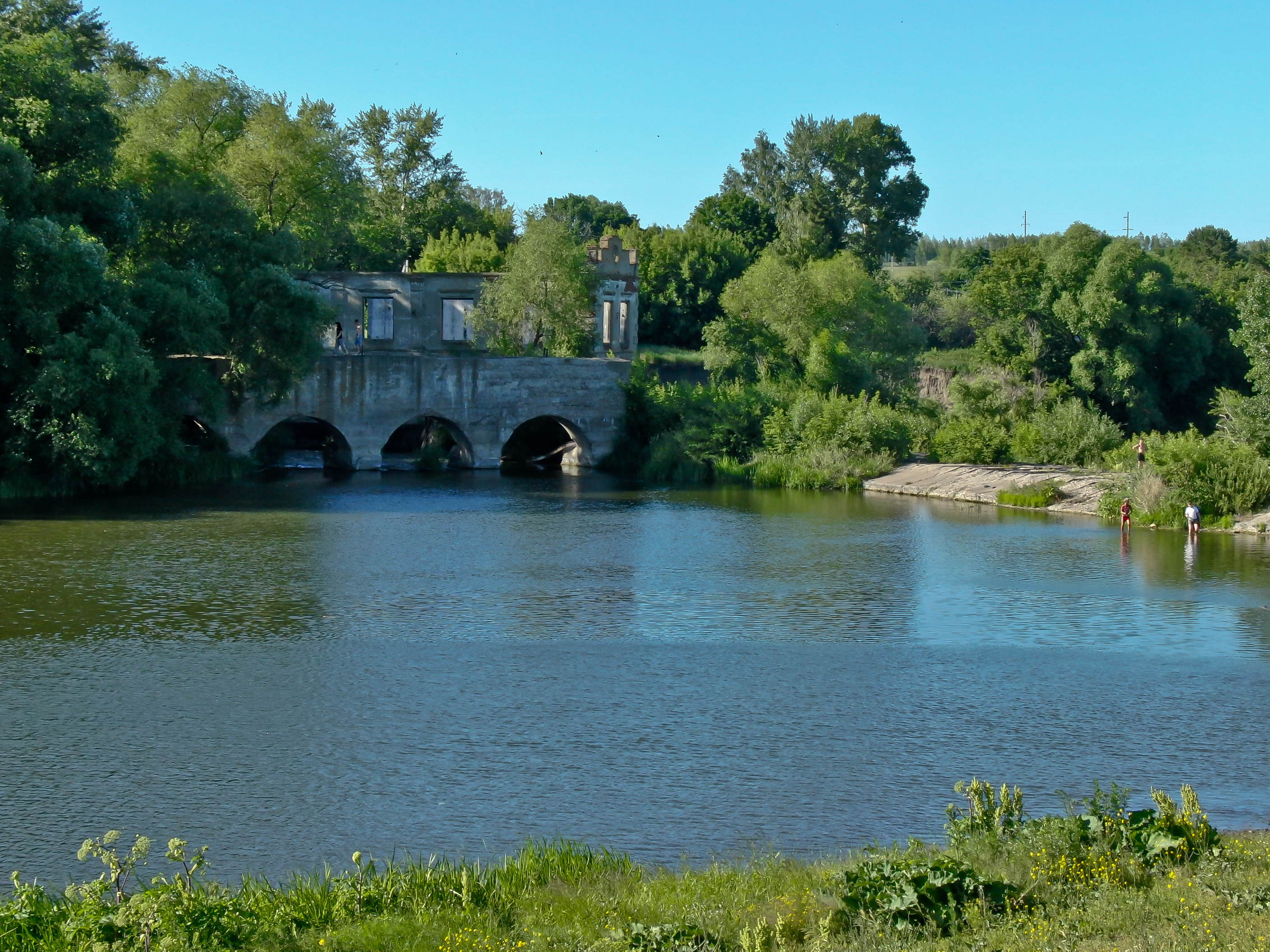
Троекуровская ГЭС

Троеку́рово — село Лебедянского района Липецкой области. Административный центр Троекуровского сельсовета. 

## География
Расположено на реке Красивой Мече.

## История
В конце XVII века Троекурово было владением спутника юности Петра Первого князя И. Б. Троекурова, поэтому и получило такое название. С 1774 г. усадьбой в Троекурово владели дворяне Раевские, от которых к концу XIX в. владения перешли липецким купцам Русиновым. При них на территории усадьбы был основан конезавод, где разводили чистокровных лошадей орловской, английской и арабской пород.
В 1854 года в Троекурове появилась православная женская община, созданная помещицами Анной Николаевной Голдобиной и Ф. З. Ключарёвой. В 1857 году указом Святейшего Синода при селе Троекурово Лебедянского уезда Тамбовской губернии была официально утверждена Иларионовская женская община.
В 1871 год по предсмертной просьбе самого Илариона начинается создание комплекса Троекуровского монастыря. Тогда в него включили помимо Димитриевской церкви храм Успения Пресвятой Богородицы (И. И. Раевский, 1841).
Троекурово — крупное село, центр сельской администрации.
На территории села развита социальная сфера. Есть средняя школа, детский сад,  аптека, Троекуровский лечебный корпус - филиал Лебедянской центральной районной больницы, почта, филиал Сбербанка, филиал музыкальной школы, МУК «Поселенческий центр культуры, досуга и отдыха»,  библиотека. Также имеются три продуктовых и один хозяйственный магазины, работает рынок выходного дня. 
Троекурово и Савинки связывает железобетонный мост. В застройке преобладают линейные формы. Присутствуют элементы квартальной планировки.
На противоположном берегу Красивой Мечи находится село Второе Троекурово.
В границах села расположен автомобильный мост, остатки плотины и здания гидроэлектростанции. Старое здание ГЭС и сама плотина находятся в очень плачевном состоянии.

## Население
| 2010 |
| ---- |
| 1940 |